# Pašinka
Pašinka (en allemand : Paschinka) est une commune du district de Kolín, dans la région de Bohême-Centrale, en République tchèque. Sa population s'élevait à 349 habitants en 2020.

## Géographie
Pašinka se trouve à 4 km au sud-sud-ouest du centre de Kolín et à 55 km à l'est-sud-est de Prague.
La commune est limitée par Kolín au nord-ouest et au nord, par Polepy à l'est, par Červené Pečky au sud-est et au sud, et par Ratboř et Kbel au sud-ouest.

## Histoire
La première mention écrite de la localité date de 1374.